# Amalia (film, 1914)
Pour les articles homonymes, voir Amalia.
Pour plus de détails, voir Fiche technique et Distribution.
Amalia est un film muet argentin réalisé par l’écrivain Enrique García Velloso, sorti en 1914.
Il s'agit d'une adaptation du roman historique éponyme de José Mármol. L’importance de ce film est liée notamment au fait qu’il fut le premier long métrage produit en Argentine. Les rôles étaient tenus par des acteurs amateurs issus de la haute société portègne et fut projeté pour la première fois au Théâtre Colón de Buenos Aires au bénéfice de bonnes œuvres. En 1936, Luis Moglia Barth réalisa un autre film basé sur le même roman, mais cette fois parlant.

## Distribution
- Dora Huergo, dans le rôle de La Negra.
- Lola Marcó del Pont, dans le rôle de madame Dupasquier.